# سانتياغو بالانكا
سانتياغو بالانكا (بالإسبانية: Santiago Palanca)‏ هو لاعب كرة قدم ومدرب كرة قدم إسباني في مركز نصف الجناح، ولد في 23 مارس 1957 في اليسانة في إسبانيا. لعب مع إسبانيول.